# Oil India
Oil India Limited (OIL) est une compagnie pétrolière indienne détenue par l'État (Public Sector Undertakings, Inde- PSU - ), située à Duliajan, dans l'État de l'Assam dans le nord-est de l'Inde, fondée en 1959.
Spécialisée dans l'exploration, le développement et la production de pétrole brut et de gaz naturel, le transport de pétrole brut et la production de gaz de pétrole liquéfié. Les activités de cette entreprise sont supervisées par le ministère du pétrole et du gaz naturel. La société possède des bureaux à Duliajan, Noida, Guwahati et Jodhpur.
L'histoire de la société s'étend de la découverte de pétrole brut en Inde en 1889, la deuxième au monde, à l'extrême est de l'Inde, à Digboi et Naharkatiya, dans l'Assam, à son statut actuel de société pétrolière, qui opère actuellement dans plus de neuf sites à l'étranger. OIL a acquis la majorité des actions de Numaligarh Refinery Limited auprès de Bharat Petroleum Corporation Limited, faisant ainsi de Numaligarh Refinery Limited une filiale d'OIL.
La compagnie pétrolière nationale Oil India Limited a été élevée au rang de Maharatna sur recommandation du ministère des finances du gouvernement indien. Oil India Limited devient ainsi la 13e entreprise du secteur public central (CPSE) Maharatna.

## Histoire
Oil India est fondée le 18 février 1959, avec son siège social à Duliajan, Assam, en tant que société privée d'exploration pétrolière. La Burmah Oil Company détenait à l'origine les deux tiers des actions et le gouvernement indien (par l'intermédiaire du Bureau du Président) le reste. Cette coentreprise a donné naissance à l'exploration et au forage de deux nouveaux sites à Naharkatiya et Moran dans le district de Dibrugarh,, qui venaient tout juste d'être découverts. En 1961, le gouvernement indien acquiert une participation de 50 %. En 1981, le gouvernement indien acquiert 100 % des parts de la société, qui contrôle alors tous les champs pétrolifères des districts de Tinsukia et de Dibrugarh,.
En 1961, la construction de la première centrale électrique au gaz de la compagnie est achevée à Duliajan, en Assam. En 1962, un gazoduc de 401 km est achevé entre Duliajan et Guwahati. L'année suivante, une extension de 756 km du gazoduc de Guwahati à Barauni dans le Bihar est mise en place.
Un oléoduc entièrement automatisé de 1 157 kilomètres de long, avec 212 kilomètres de bouclage[pas clair] et une capacité totale de transport de plus de 6 millions de tonnes par an, constitue la colone vertébrale des installations pétrolière de l'entreprise. Mis en service en 1962, l'oléoduc à double paroi traverse 78 rivières, dont le Brahmapoutre, en serpentant à travers les rizières, les forêts et les marécages. Il y a 11 stations de pompage, 18 stations de répétition et deux terminaux à Numaligarh et Rongapani dans le district d'Udalguri. Les moteurs qui actionnent les pompes géantes le long de l'oléoduc ont plus de deux cent mille heures de service et ont établi un record mondial d'heures-machines[pas clair].
OIL acheve la construction d'un gazoduc de 660 kilomètres de Numaligarh à Siliguri en novembre 2007. La société vend son gaz à différents clients en Assam : Brahmaputra Valley Fertilizer Corporation Limited (BVFCL), ASEB, NEEPCO, Indian Oil Corporation's retail Assam Oil Division, et APL ainsi qu'à Rajasthan Rajya Vidyut Utpadan Nigam qui faisait auparavant partie de Rajasthan State Electricity Board. Elle produit également du gaz de pétrole liquéfié (GPL) dans son usine de Duliajan, en Assam.

## Production et exploration
En 2014, la société a produit 3,466 millions de tonnes de pétrole brut, 2 625,81 millions de mètres cubes de gaz naturel et 46 640 tonnes de GPL, essentiellement à partir de ses gisements de pétrole et de gaz traditionnellement riches, concentrés dans le nord-est de l'Inde, et qui représentent environ 80 % de la production totale de pétrole et de gaz dans la région. À la recherche de nouveaux débouchés, OIL a étendu ses activités à l'Orissa et à l'Andaman (onshore/offshore), au Cauvery (offshore), au Tamil Nadu, à la mer d'Arabie, aux déserts du Rajasthan, à l'Andhra Pradesh (onshore), aux lits des rivières du Brahmapoutre et aux terrains vallonnés de l'État indien du Mizoram et de l'Arunachal Pradesh.
Au Rajasthan, OIL a découvert du gaz en 1988, du pétrole lourd et du bitume en 1991 et a commencé à produire du gaz en 1996. La société a accumulé plus de cent ans d'expérience dans le domaine de la production de pétrole et de gaz, depuis la découverte du champ pétrolifère de Digboi en 1889.
La société possède plus de 100 000 kilomètres carrés de zones sous licence pour l'exploration pétrolière et gazière. Elle s'est imposée comme une entreprise internationale et est présente en Libye, au Gabon, au Nigeria, au Soudan, au Venezuela, au Mozambique, au Yémen, en Iran, au Bangladesh et aux États-Unis. OIL a participé au projet de champ gazier géant au large du Mozambique et a également découvert du pétrole et du gaz au Gabon en tant qu'opérateur et en Libye en tant que non-opérateur. OIL a acquis des actifs de pétrole de schiste aux États-Unis en 2012.
Ces dernières années, Oil India Limited a considérablement intensifié ses activités d'exploration et de production dans le nord-est de l'Inde. OIL a mis en place son projet NEF (North East Frontier) afin d'intensifier ses activités d'exploration dans les zones frontalières du Nord-Est, qui sont très difficiles sur le plan logistique et complexes sur le plan géologique[citation nécessaire]. Actuellement[Quand ?], des activités d'exploration sont en cours dans les zones de la Trust Belt de l'Arunachal, de l'Assam et du Mizoram. La société exploite un oléoduc de pétrole brut de Duliajan à Barauni, dans le Bihar.